# عبد الرحمن محمود (ممثل بحريني)
عبد الرحمن محمود ممثل ومخرج بحريني عمل مخرجًا منفذًا في العديد من أعمال التلفزيونية في البحرين والكويت.والسعودية

## أعماله

#### تمثيل
- 2017 – كان في كل زمان- مسلسل

- 2010 – على موتها أغني - مسلسل

- 2003 – عويشه - مسلسل

- 2002 - السديم - مسلسل

- 2001 - ليل البنادر - مسلسل

- 2000 - نيران - مسلسل

- 1999 - آخر الرجال - مسلسل

- 1999 - هامور عذاري - مسرحية

- 1998 - سعدون - مسلسل

- 1998 - بيت خاص جدا - مسرحية

### إخراج
- 2024 - شباب البومب 12 - مسلسل (مخرج منفذ)

- 2017 - كان في كل زمان - مسلسل (مخرج منفذ)

- 2017 - حياة ثانية - مسلسل (مخرج منفذ)

- 2016 - المسافات - مسلسل (مخرج منفذ)

- 2016 - ساق البامبو - مسلسل (مخرج منفذ)

- 2013 - لولو مرجان - مسلسل (مخرج منفذ)

- 2010 - على موتها أغني - مسلسل (مخرج منفذ)

- 2010 - على موتها أغني - مسلسل (مخرج منفذ)

## روابط خارجية
- عبد الرحمن محمود (ممثل بحريني) على موقع قاعدة بيانات الأفلام العربية